# Jacques Sédat
Jacques Sédat, né en 1950, est un psychanalyste français, membre de la société psychanalytique Espace analytique. Il s'inscrit au départ dans la mouvance du « retour à Freud » préconisé par Jacques Lacan dans l'histoire de la psychanalyse en France.
Dans le mouvement psychanalytique français, dont il connaît bien les multiples aspects, il œuvre pour la défense de la psychanalyse et de la profession de psychanalyste. Il est aujourd'hui le secrétaire du « Groupe de contact » qui réunit  la majorité des associations de psychanalystes existant en France.

## Biographie
« Ancien élève des jésuites », Jacques Sédat fait des études de philosophie et de psychologie à la faculté des lettres de Paris et à l'université Paris-Diderot. Sa formation psychanalytique se déroule à l’École freudienne de Paris (EFP) et au Quatrième Groupe : il fait une analyse avec François Perrier, et il est « contrôlé dans les rangs de l'OPLF et de l'EFP ». Il devient psychanalyste en activité clinique privée en 1972.
En 1980, au moment de la dissolution de l'École freudienne de Paris, il participe, avec plusieurs psychanalystes, notamment Serge Viderman, François Roustang et Conrad Stein, à la fondation du « Collège de psychanalystes ». 

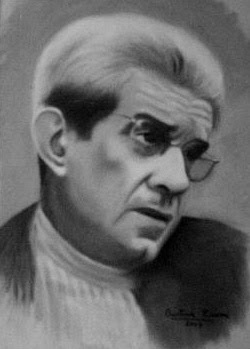
À ce jour, nous sommes incapables d’évaluer réellement ce que le « retour à Freud » prôné par Jacques Lacan a apporté, écrit J. Sédat en 1981.

Il rejoint ensuite le Centre de formation et de recherches psychanalytiques (CFRP), fondé en 1982 par Maud Mannoni, Octave Mannoni et Patrick Guyomard. C'est par l'intermédiaire de Jacques Sédat, membre de son Conseil d'administration, que le CFRP est alors relié au Collège des psychanalystes. Après la dissolution du CFRP, Sédat rejoint Espace Analytique fondé en 1994 par Maud Mannoni.
Il participe à la fondation par Alain de Mijolla de l’Association internationale d'histoire de la psychanalyse (AIHP), devenue en 2011 l'Association internationale Interactions de la psychanalyse (A2IP), association dont il est le vice-président jusqu'en 2016.

## Recherches et activités

### Lecteur de Freud

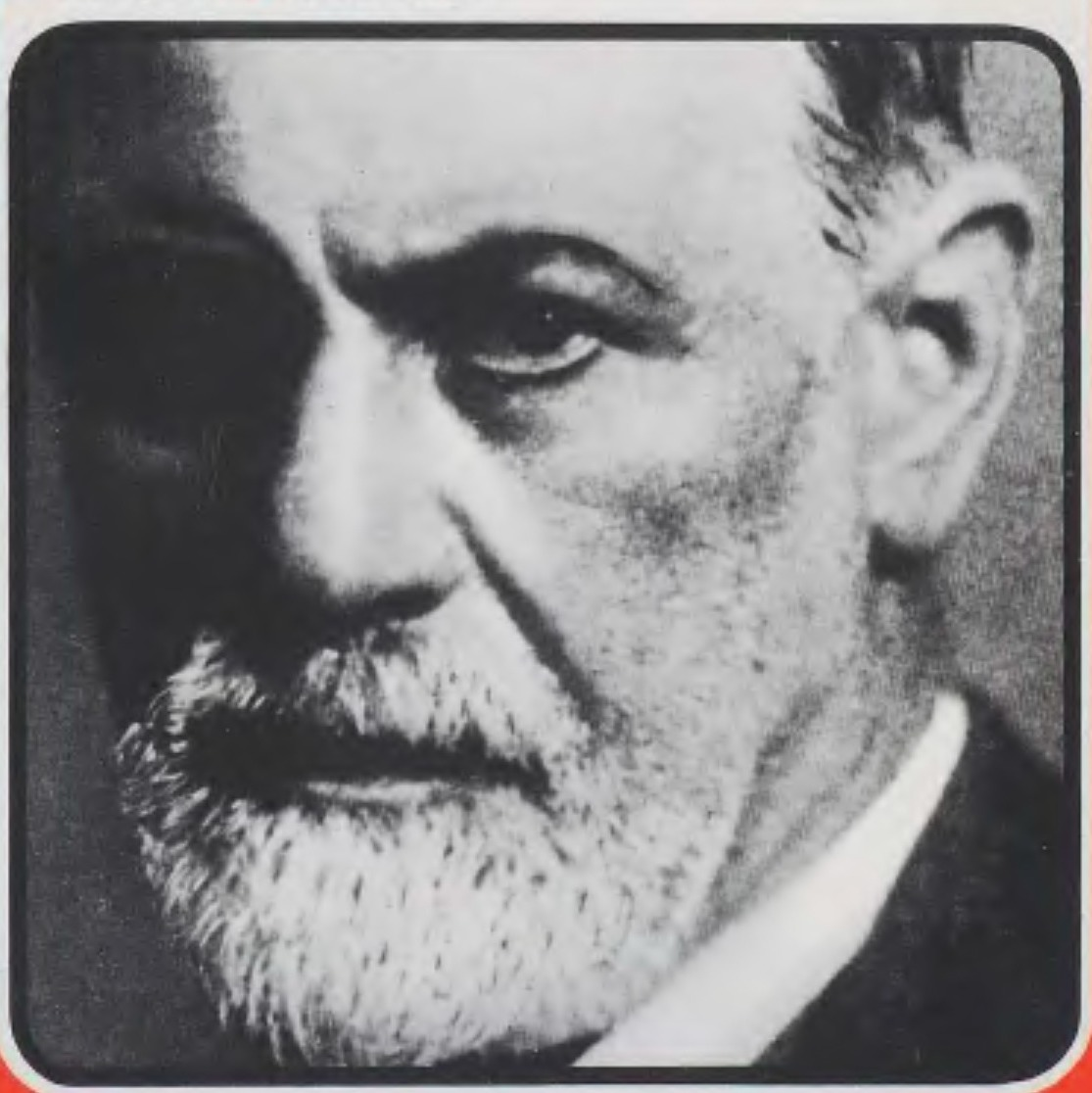
Freud

Jacques Sédat est connu pour être un lecteur assidu du texte freudien : « Il a écrit sur Freud et nombreux sont ses articles sur les écrits et les concepts freudiens », estime Jean-Pierre Lehmann dans sa présentation de l'ouvrage de J. Sédat Comprendre Freud (2007, 2008). Sur Freud paru en 2000, Yves Baumstimler situe la lecture de Freud par Jacques Sédat de la manière suivante : « Sédat introduit à une lecture de Freud à partir de Lacan ; on peut dire qu’il s’agit d’un retour à Freud à partir du travail de Lacan ». Il relève aussi que la démarche de Jacques Sédat « a le grand avantage de mettre l’accent sur la question des origines ». Si, ajoute-t-il, « l’interprétation de Roudinesco, parue dans le Monde du 3 novembre 2000, selon laquelle le Freud de Jacques Sédat serait « janséniste, à l’image de son auteur » est légitime, c’est, sans doute, dans le sens où le jansénisme défend des positions opposées aux dogmatismes ».

### Position dans le mouvement psychanalytique français
Dans l' Histoire de la psychanalyse en France, Élisabeth Roudinesco brosse un portrait de Jacques Sédat, comme représentant « une composante bien “française” de la psychanalyse disparue depuis la mort de Pichon », spécialement dans la période de fonctionnement du Collège de psychanalystes. Jacques Sédat, qui, selon elle, « se réclame volontiers de Raymond Aron et de Tocqueville » et manifeste des « opinions à la fois libérales et conservatrices », a « une bonne connaissance de tous les aspects du mouvement psychanalytique et n'est hostile à aucun d'eux. Aussi deviendra-t-il progressivement membre de nombreux groupes issus de la crise de la SPP et de la dissolution de l'EFP, donnant plutôt sa préférence à un antimillérisme actif ». Roudinesco note que « fasciné par le corporatisme et l'esprit “intergroupe” des années 1970-1980 », il « met en œuvre un programme de défense de la profession, face aux contraintes fiscales imposées par l'État ».

#### Le Groupe de contact
Il a été créé à l'initiative de Jacques Sédat, son secrétaire, à l'époque du « projet de loi Accoyer » sur la réglementation des psychothérapies. Pour Sédat, le travail des associations représentées au Groupe de contact, les échanges fréquents et les rencontres régulières ont permis d’aboutir à « un résultat peut-être historique : définir la psychanalyse comme discipline spécifique, ayant une place autonome et indépendante de la psychiatrie et de la psychologie ». Depuis les années 2000, le groupe réunit ainsi « la majorité des associations de psychanalystes existant en France »,. Selon le « Communiqué » du 2 décembre 2021, le Groupe de contact « a pour vocation d’exprimer l’apport de la psychanalyse lorsque des politiques, des règlementations et des mesures administratives menacent son existence »,. S'y trouve affirmée la nécessité de sa présence « dans les champs de la recherche scientifique, dans les pratiques médico-sociales et dans l'espace culturel »,.

### Responsabilités éditoriales
Rédacteur en chef adjoint de la revue Figures de la psychanalyse (rattachée à l'Espace analytique), il collabore à plusieurs revues psychanalytiques et généralistes, et il est membre du comité de rédaction de la revue Esprit .
Il a dirigé la collection « Psychanalyse » dans la « Bibliothèque des introuvables » chez Tchou. 
Il est l'éditeur scientifique de la nouvelle édition de Chaussée d'Antin de François Perrier chez Albin Michel.

## Publications

### Ouvrages
- La première analyse d'hystérique. Elisabeth von R., Paris, le Temps du non, 1998.
- Freud, Paris, Armand Colin, 2000.
- Comprendre Freud, Paris, Armand Colin, coll. « Cursus », 2007  (ISBN 978-2-2003-5535-7).

#### Direction et édition scientifique d'ouvrages
- (éd. scientifique) François Perrier, La Chaussée d'Antin, Édition nouvelle révisée et augmentée par Jacques Sédat, Paris, Albin Michel, 1994  (ISBN 2-226-07491-0)
- (dir.) Retour à Lacan ?, Paris, Fayard (programme ReLIRE), « L'analyse au singulier », 1981, 290 pages.  (ISBN 9782213009575). DOI : 10.3917/fayar.sedat.1981.01, [lire en ligne]

#### Préfaces
- Préface à Jean-Martin Charcot, Leçons du mardi à la Salpêtrière, édité par Emmery Blin, Jean-Baptiste Charcot, Henri Colin, C. Tchou pour la Bibliothèque des introuvables, 2003,  (ISBN 978-2-84575-069-2)
- Préface à Theodor Reik, Écouter avec la troisième oreille : l'expérience intérieure d'un psychanalyste (Listening with the Third Ear. The Inner Experience of a Psychoanalyst, 1948),Paris, Bibliothèque des Introuvables,  (ISBN 2-84575-053-6)
- Préface à Marc-François Lacan, Dieu n'est pas un assureur. Œuvre 1 - Anthropologie et psychanalyse, Paris, Albin Michel, 2010,  (ISBN 978-2-226-20742-5), Présentation sur le site de l'éditeur [lire en ligne]
- Préface à Walter Muschg (trad. Jacques Schotte), Freud écrivain, Paris, Hermann, coll. « Psychanalyse », 2012 (présentation en ligne)
- Préface à Moustapha Safouan, Jean Clavel, Michèle Montrelay, Chemins traversiers, Éditions des crépuscules, 2014, présentation par Daniel Duigou : « Les disciples de Lacan, héritiers d’un non-savoir » sur le site de la-Croix.com, [lire en ligne]
- Préface à Alain Didier-Weill, René Bailly, Marcel Czermak, Chemins traversiers II, Éditions des crépuscules, 2015,  (ISBN 978-2-918394-30-3) Présentation de J. Sédat, [lire en ligne]

### Traductions de textes de Freud
- L'intérêt de la psychanalyse (S. Freud, Das Interesse an der Psychoanalyse, 1913)[note 1],[13], dans L'Énergumène, 10-11, Paris, 1976, p. 111-137[14].
- « Grande est la Diane des Éphésiens » (Freud, « Gross ist die Diana der Epheser », 1911), dans : Jacques Sédat éd., Retour à Lacan ?, Paris, Fayard (programme ReLIRE), « L'analyse au singulier », 1981, DOI : 10.3917/fayar.sedat.1981.01.0019, p. 19-22, [lire en ligne].
- (avec Jean Laplanche) Sur la prise de possession du feu (S. Freud, Zur Gewinnung des Feuers, 1931)[note 2],[15], dans S. Freud, Résultats, idées, problèmes, II, Paris, PUF, 1985, p. 191-196[16].

### Contributions d'ouvrages
- « Ricœur, Freud et la démarche psychanalytique », in Christian Delacroix, François Dosse, Patrick Garcia (dir.), Paul Ricœur et les sciences humaines, Paris, La Découverte, 2007.
- « Sur l'origine du transfert », in Claude Schauder (éd.), Françoise Dolto et le transfert, Érès, 2008  (ISBN 978-2749205397).
- « Le temps à retrouver », in René Frydman & Muriel Flis-Trèves (dir.) L'irrésistible course du temps, Paris, PUF, 2011  (ISBN 978-2-13-058647-0).
- « Freud et la traduction », dans : Gisèle Chaboudez et Claire Gillie (dir.), Actualités de la psychanalyse, Toulouse, Érès, « Psychanalyse », 2014, p. 434-441. DOI : 10.3917/eres.gilli.2014.01.0434. [lire en ligne]
- « Ce n’est pas le doute, c’est la certitude qui rend fou » , dans : Gisèle Chaboudez éd., Actualités de la psychanalyse. Toulouse, Érès, « Psychanalyse », 2014, p. 145-150. DOI : 10.3917/eres.gilli.2014.01.0145. [lire en ligne]
- Dans : Laurie Laufer (dir.), Lettres à Lacan, Vincennes, Thierry Marchaisse, coll. « Lettres à... », 2018 (ISBN 978-2-36280-214-0), présentation sur le site de l'éditeur, consulté le 18 août 2021, [lire en ligne].
- « Le “grand âge” de Freud » (Chapitre 5), dans Le vieillissement saisi par le soin. Psychanalyse et vieillissement sous la dir. de Céline Racin, Catherine Caleca et Philippe Gutton, Éditions in press, 2021, p. 103-109 (ISBN 978-2-84835-721-8). Présentation et extrait de l'ouvrage sur le site de l'éditeur

#### Articles dans le Dictionnaire international de la psychanalyse
- Plusieurs articles dans le Dictionnaire international de la psychanalyse (dir.: A. de Mijolla), Paris, Hachette Littératures, coll. « Grand Pluriel », 2005.